# Id est

L'expression latine id est signifie « c’est-à-dire » (c.-à-d.). Son abréviation, souvent employée, est i. e..
Cette abréviation est principalement utilisée pour des définitions ou des théorèmes mathématiques. On la retrouve parfois dans d’autres contextes (marqueur de reformulation). Cette locution latine (à l’instar de e. g.) est (re)venue dans l’usage français par anglicisme.
Dans les cas où une expression latine est en concurrence avec une expression française équivalente, l’Office québécois de la langue française suggère d’utiliser l’expression française ou son abréviation dans les textes français. Par exemple, on préférera le connecteur prototypique « c’est-à-dire » et son abréviation « c.-à-d. », à son équivalent latin id est et son abréviation i. e..